# GAZ-69
GAZ-69 (ГАЗ-69) – radziecki samochód terenowy produkowany w latach 1952–1955 w zakładach GAZ w Gorkim, a od 1954 do 1972 roku w zakładach UAZ w Uljanowsku (znany też jako UAZ-69).

## Historia
Prace nad konstrukcją nowego samochodu terenowego, będącego następcą GAZ-67, rozpoczęto w zakładach GAZ w Gorkim wkrótce po zakończeniu II wojny światowej, w 1946 roku, pod kierownictwem Grigorija Wassermana. Pierwszy prototyp powstał w październiku 1947 roku, a w kolejnym roku trzy dalsze. Podstawowa wersja nadwoziowa GAZ-69 (kod nadwozia 76) była dwudrzwiowa, z dwoma miejscami z przodu i sześcioma na dwóch  ławkach umieszczonych wzdłuż burt z tyłu. Po złożeniu ławek można było przewozić 500 kg ładunku, korzystając z tylnej opuszczanej klapy. W 1951 roku opracowano drugą i zarazem ostatnią wersję nadwoziową – czterodrzwiową, pięciomiejscową, oznaczoną GAZ-69A (kod 77). Obie wersje miały odkryte nadwozie z brezentowym zdejmowanym dachem, rozpinanym na stelażu w wersji GAZ-69 i składanym w wersji GAZ-69A. Również górne części drzwi były zdejmowane, brezentowe na stelażu, z celuloidowymi oknami. Rama z szybą przednią była składana do przodu, na maskę. Produkcja seryjna obu wersji rozpoczęła się w Gorkim 25 sierpnia 1953 roku. Według części publikacji, dwudrzwiowy GAZ-69 trafił do produkcji już w 1952 roku.
W celu potanienia produkcji i ułatwienia napraw, większość podzespołów samochodu była zunifikowana z już produkowanymi. Napęd stanowił dolnozaworowy czterocylindrowy rzędowy silnik benzynowy o mocy 55 KM, unifikowany z silnikiem osobowej Pobiedy. Z Pobiedy było również adaptowane sprzęgło, układ hamulcowy i trzybiegowa skrzynia biegów, aczkolwiek z innymi przełożeniami. Dobre własności terenowe zapewniała dwustopniowa skrzynia rozdziału mocy (reduktor terenowy), dająca łącznie 6 przełożeń do przodu. W roku 1954 produkcja GAZa-69 została przeniesiona do zakładów UAZ w Uljanowsku, gdzie powstała większość samochodów tego modelu (samochody produkcji UAZ nazywane są także UAZ-69, chociaż oficjalną nazwą modelu był nadal GAZ-69). Zewnętrznie różniły się literami: УАЗ (UAZ) wytłoczonymi na masce, w miejsce ГАЗ (GAZ).
Od 1959 roku produkowano równolegle, głównie na eksport, wersje oznaczone dodatkową literą M (GAZ-69M i AM) z silnikiem o pojemności 2,43 l zaadaptowanym z wczesnego modelu samochodu M-21B Wołga, oznaczonym GAZ-69B lub GAZ-69W w zależności od stopnia sprężania (odpowiednio 6,7 i 7,2) i mocy (odpowiednio 62 i 66 KM). Podczas produkcji wprowadzano pewne modyfikacje techniczne. W 1968 roku samochód nieco zmodernizowano, dodając m.in. mufy odłączające przedni napęd (oznaczenie fabryczne UAZ-69-68). W 1970 zmieniono nieco brezentowy dach i ulepszono hamulce przednie z dwoma cylindrami.
Był podstawowym lekkim samochodem terenowym w wojskach i służbach bloku państw socjalistycznych oraz innych będących w gospodarczej lub wojskowej sferze wpływów ZSRR. W Polsce głównym użytkownikiem było pierwotnie Wojsko Polskie, które masowo je użytkowało w każdym rodzaju wojsk, ponadto Milicja Obywatelska i w niewielkim zakresie firmy i instytucje państwowe. Wycofane samochody sprzedawano na rynek cywilny, a masowo wojsko zaczęło się ich pozbywać po 1990 roku. W wojsku służył w podstawowej wersji do transportu ośmiu żołnierzy z uzbrojeniem, w tym kierowca; używany był też do transportu zaopatrzenia, rannych, holowania lekkich dział, jako wóz dowodzenia z radiostacją. Czasem montowano na nim uzbrojenie w postaci karabinu maszynowego DSzK 12,7 mm. W siłach zbrojnych większości krajów Układu Warszawskiego zastępowany od lat 70. przez samochody UAZ-469. Potocznie znany był zdrobniale, w Rosji jako "kozioł" (rus. "ГАЗ 69 козёл"), w Polsce jako "gazik". W 1972 roku zakończono produkcję i zastąpiono samochód nowocześniejszym – UAZ 469/469b. Produkowany w dwóch wersjach nadwoziowych: 2-drzwiowej (GAZ-69, GAZ-69M) i 4-drzwiowej (GAZ-69A, GAZ-69AM) tak zwana „komandorka”. Istniały także modyfikacje pozafabryczne, np. z zamkniętym metalowym nadwoziem dla radzieckiej milicji. Na bazie GAZ-69 zbudowano samobieżną wyrzutnię 2P26 pocisków przeciwpancernych 3M6 Trzmiel.
Łącznie wyprodukowano 634 285 samochodów tej rodziny – w zakładach GAZ: 16 382 GAZ-69 i 20 543 GAZ-69A, w zakładach UAZ: 356 624 GAZ-69, 230 185 GAZ-69A, 10 551 eksportowych modyfikacji GAZ-69M i GAZ-69AM.
Model wzorowany blisko na GAZ-69 produkowany był przez IMS/UMM w Rumunii w latach 1957–1975 jako IMS 57, później jako IMS M59, a następnie ARO M 461 (potocznie znany jako Muscel). Prawdopodobnie produkowany też w Korei Północnej.

## Dane techniczne
- silnik: M-20, dolnozaworowy, poj. 2120 cm³, benzynowy czterosuwowy, gaźnikowy[1]
- sprzęgło: suche, jednotarczowe
- hamulce hydrauliczne bębnowe, jednoobwodowe bez wspomagania
- wymiary: 3,85 x 1,72
- pojemność zbiorników paliwa:
  - dla wersji 2-drzwiowej: 48 l (główny) i 27 l (zapasowy)
  - dla wersji 4-drzwiowej: 60 l
- napęd: 4x4 (tylny stały, przedni dołączany)[1]
- prędkość max: 100km/h
- zużycie paliwa: 14l/100 km[1]
- liczba miejsc oraz ładowność:
  - dla wersji 2-drzwiowej: 8 osób lub 2 osoby i 500 kg ładunku
  - dla wersji 4-drzwiowej: 5 osób i 50 kg ładunku
- moc maksymalna przy 3600obr/min: 55 KM[1]
- stopień sprężania: 6,2-6,5:1[1]
- maksymalny moment obrotowy: 12,7 kG*m
- skrzynia biegów: 3 + wsteczny (2 i 3 synchronizowane), przełożenia: I-3,115, II-1,772, III-1,00, R-3,738
- reduktor: bieg szosowy (1,15) i terenowy (2,78), dołączenie przedniego napędu (załączenie biegu terenowego możliwe tylko przy dołączonym przednim napędzie)
- zawieszenie: cztery resory piórowe, półeliptyczne, cztery amortyzatory hydrauliczne, dwustronnego działanie, tłoczkowe
- prześwit (na oryginalnym ogumieniu): 210mm
- masa własna: 1525 kg[1]
- dopuszczalna masa całkowita: 2135 kg
- ogumienie: 210 x 75R16

## Galeria

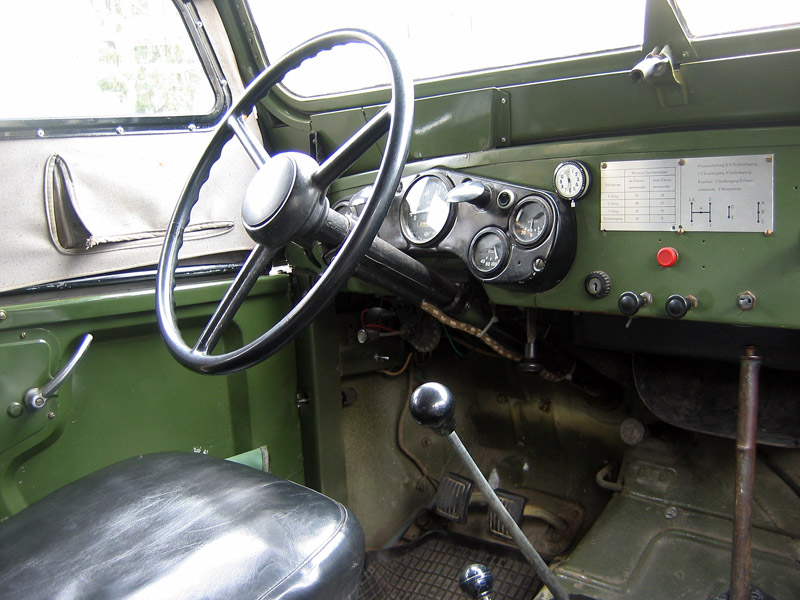
Wnętrze GAZ-a-69
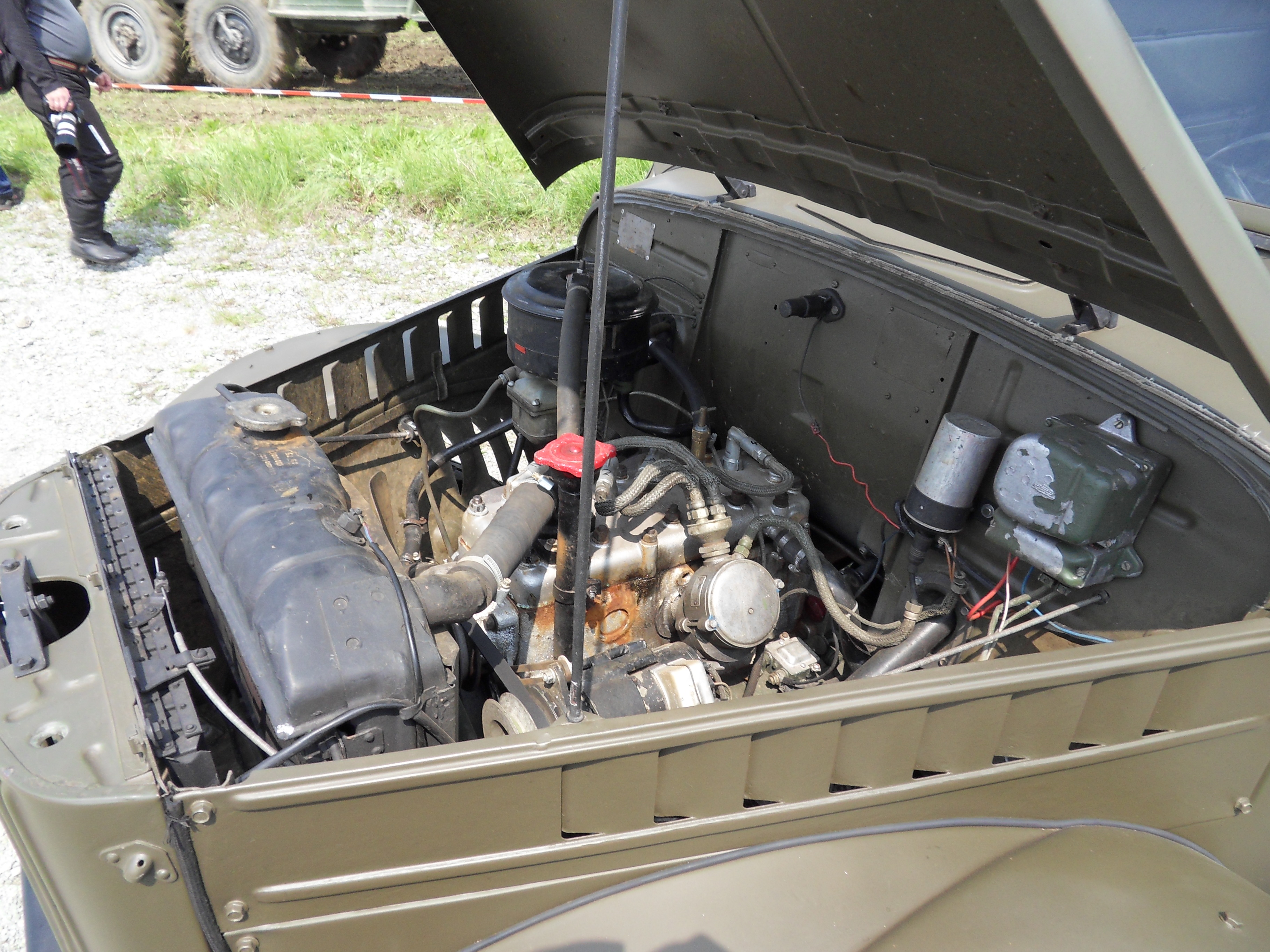
Silnik GAZ-a-69
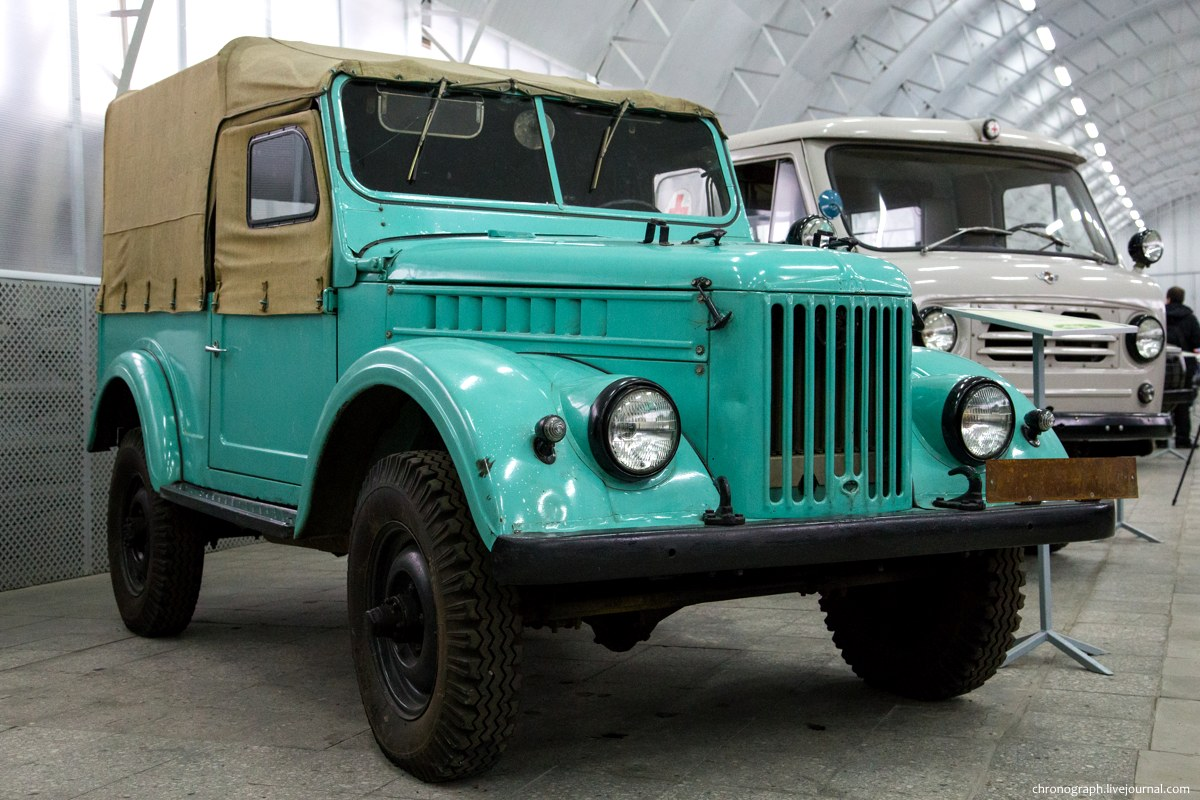
GAZ-69 produkcji UAZ
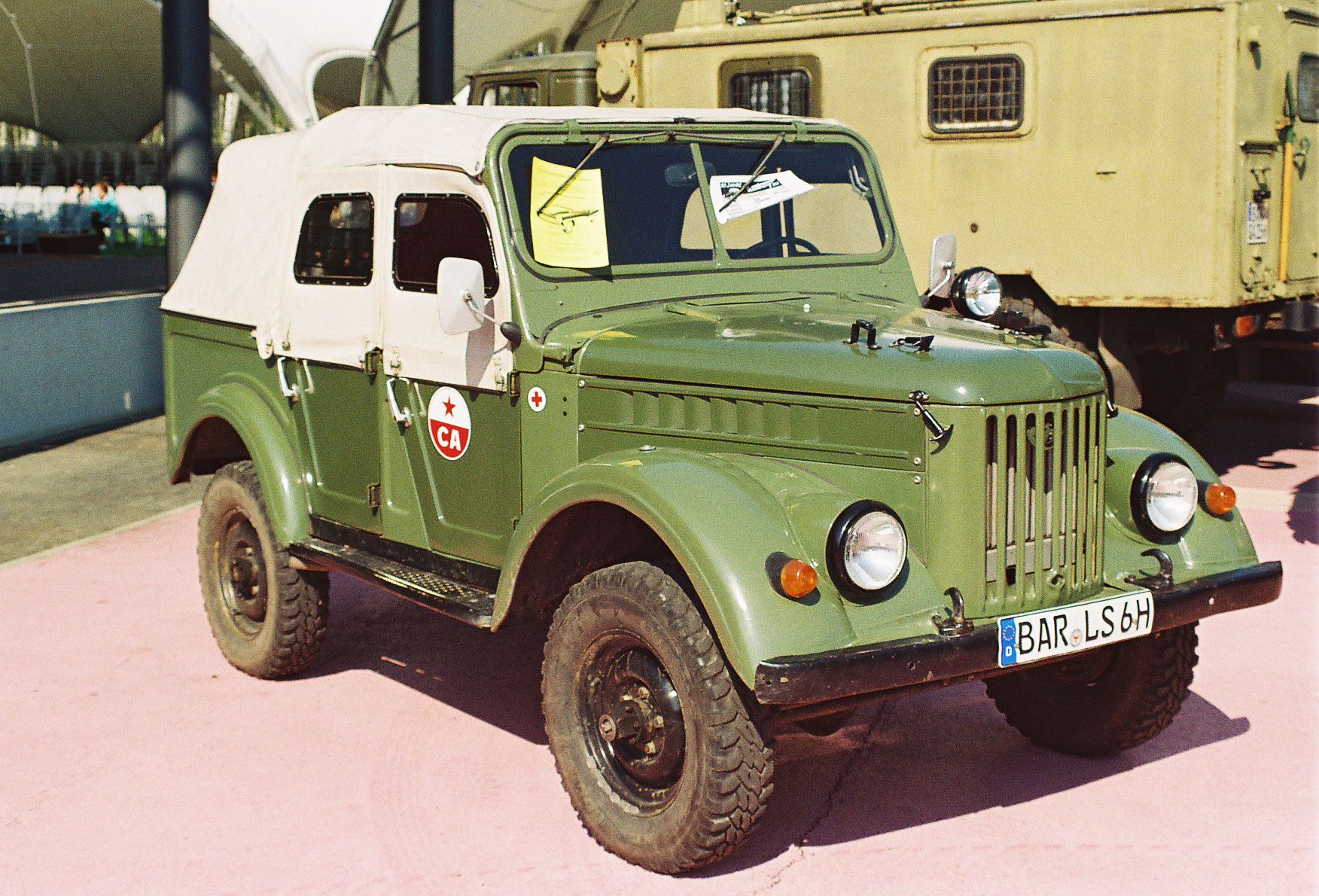
GAZ-69A
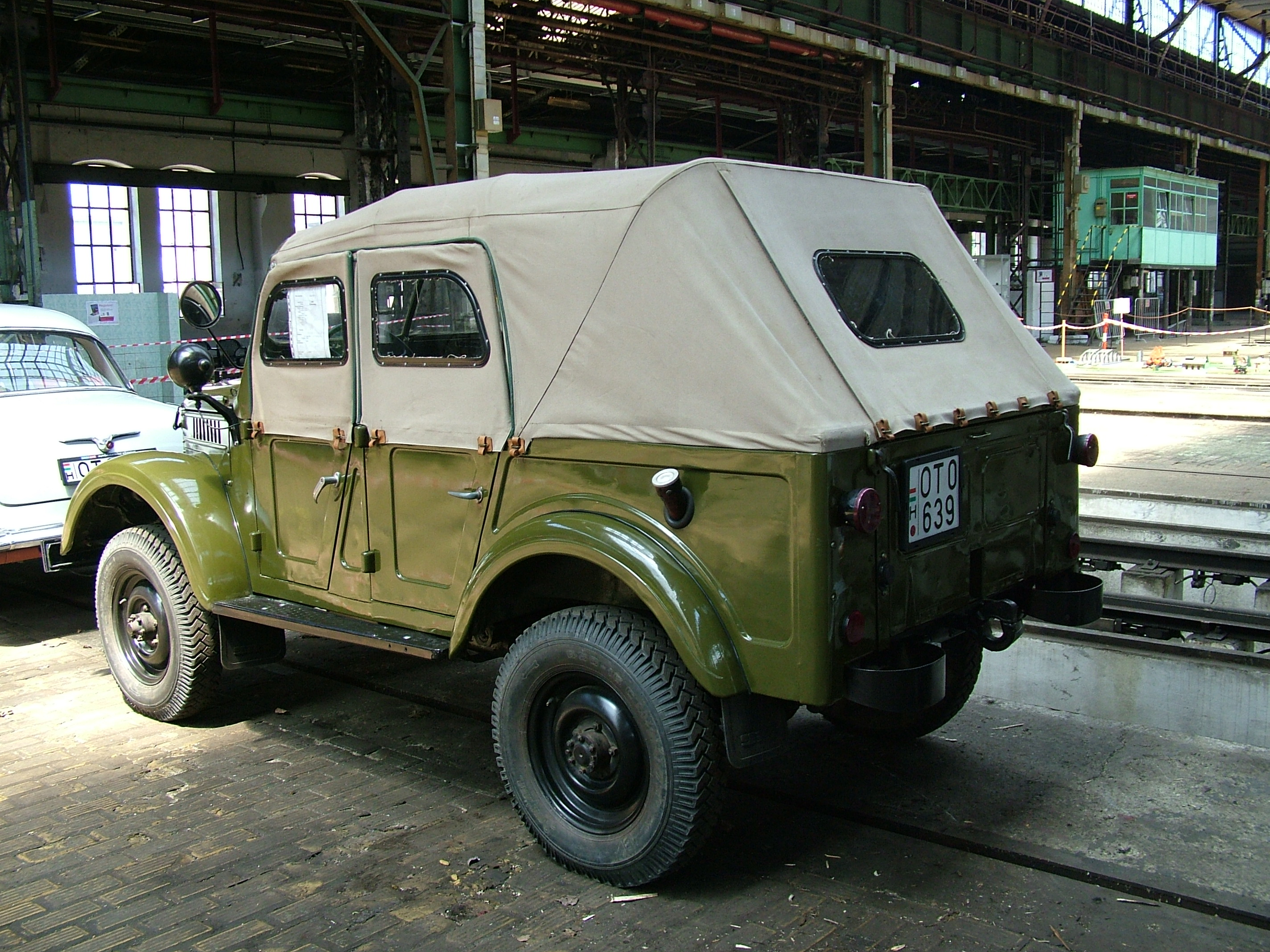
GAZ-69A
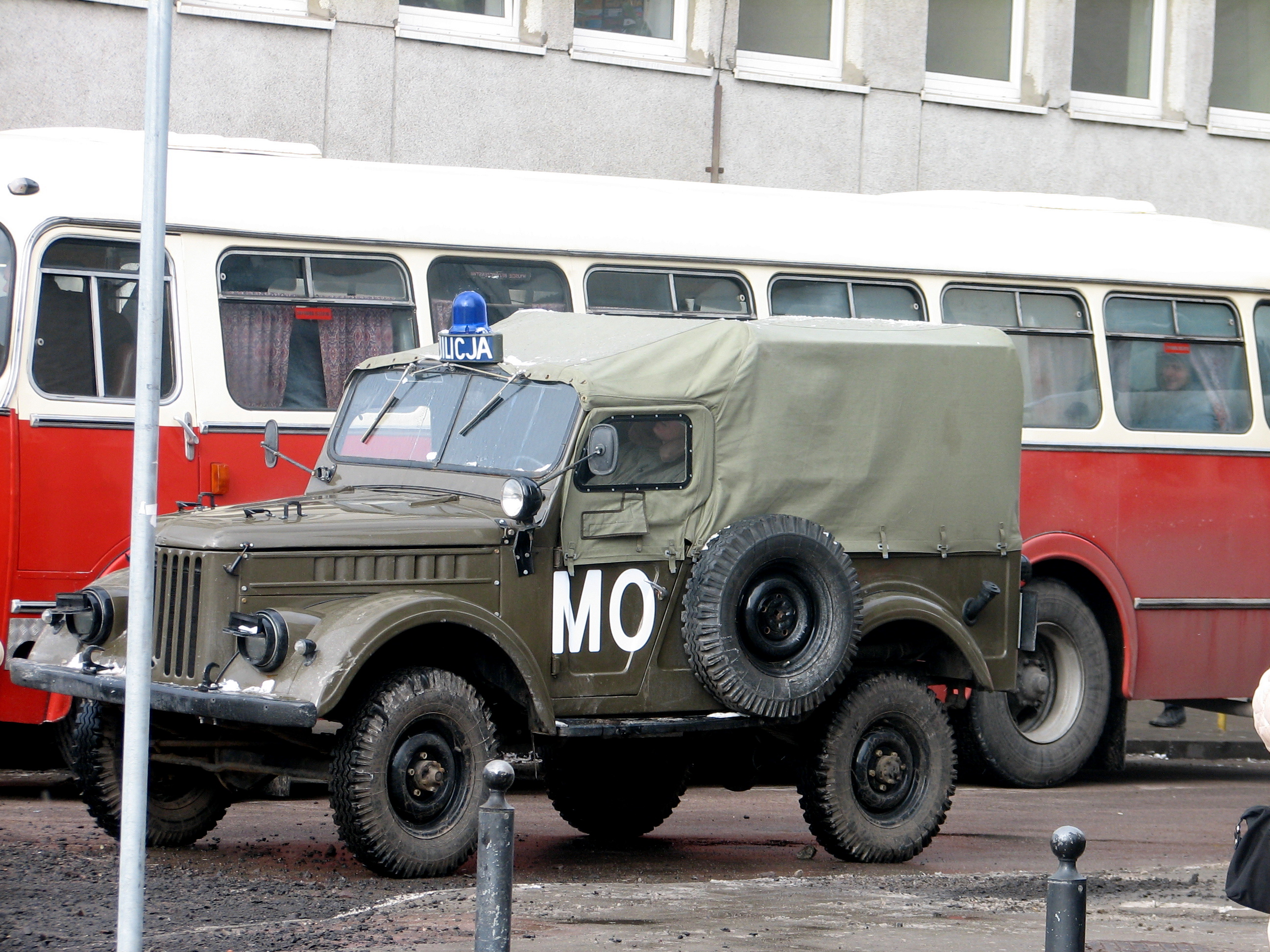
GAZ-69 w barwach polskiej Milicji